# Laußnitz
Laußnitz település Németországban, azon belül Szászország tartományban. Lakosainak száma 1832 fő (2023. december 31.). Laußnitz Ottendorf-Okrilla és Wachau községekkel határos.

## Népesség
A település népességének változása:
| Lakosok száma | 1867 | 1852 | 1845 | 1847 | 1832 |
|               | 2017 | 2019 | 2021 | 2022 | 2023 |